# العلاقات الأذربيجانية الأرجنتينية
العلاقات الأذربيجانية الأرجنتينية هي العلاقات الثنائية التي تجمع بين أذربيجان والأرجنتين.

## مقارنة بين البلدين
هذه مقارنة عامة ومرجعية للدولتين:
| وجه المقارنة                                              | أذربيجان        | الأرجنتين                                               |
| --------------------------------------------------------- | --------------- | ------------------------------------------------------- |
| المساحة (كم2)                                             | 86.60 ألف       | 2.78 مليون                                              |
| عدد السكان (نسمة)                                         | 10.00 مليون     | 44.27 مليون                                             |
| الكثافة السكانية (ن./كم²)                                 | 115.47          | 15.92                                                   |
| العاصمة                                                   | باكو            | بوينس آيرس                                              |
| اللغة الرسمية                                             | اللغة الأذرية   | اللغة الإسبانية                                         |
| العملة                                                    | مانات أذربيجاني | البيزو الأرجنتيني 1983 ‏، بيزو أرجنتيني، أسترال أرجنتيني |
| الناتج المحلي الإجمالي (بليون دولار)                      | 40.75 مليار     | 637.59 مليار                                            |
| الناتج المحلي الإجمالي (تعادل القوة الشرائية) بليون دولار | 171.56 مليار    | 883.02 مليار                                            |
| الناتج المحلي الإجمالي الاسمي للفرد دولار أمريكي          | 5.50 ألف        | 13.43 ألف                                               |
| الناتج المحلي الإجمالي للفرد دولار أمريكي                 | 17.52 ألف       |                                                         |
| مؤشر التنمية البشرية                                      | 0.751           | 0.827                                                   |
| رمز المكالمات الدولي                                      | +994            | +54                                                     |
| رمز الإنترنت                                              | .az             | .ar                                                     |
| المنطقة الزمنية                                           | ت ع م+04:00     | 00                                                      |

## منظمات دولية مشتركة
يشترك البلدان في عضوية مجموعة من المنظمات الدولية، منها:
| علم المنظمة | اسم المنظمة                               | تاريخ انضمام أذربيجان | تاريخ انضمام الأرجنتين |
| ----------- | ----------------------------------------- | --------------------- | ---------------------- |
|             | مؤسسة التنمية الدولية                     | 31 مارس 1995          | 3 أغسطس 1962           |
|             | مؤسسة التمويل الدولية                     | 11 أكتوبر 1995        | 13 أكتوبر 1959         |
|             | منظمة حظر الأسلحة الكيميائية              | ?                     | ?                      |
|             | الأمم المتحدة                             | 2 مارس 1992           | 24 أكتوبر 1945         |
|             | الاتحاد الدولي للاتصالات                  | 10 أبريل 1992         | 1889                   |
|             | منظمة الشرطة الجنائية الدولية             | ?                     | ?                      |
|             | البنك الدولي للإنشاء والتعمير             | 18 سبتمبر 1992        | 20 سبتمبر 1956         |
|             | الاتحاد البريدي العالمي                   | ?                     | ?                      |
|             | المركز الدولي لتسوية المنازعات الاستشارية | 18 أكتوبر 1992        | 18 نوفمبر 1994         |
|             | وكالة ضمان الاستثمار متعدد الأطراف        | 23 سبتمبر 1992        | 11 فبراير 1992         |
|             | يونسكو                                    | 3 يونيو 1992          | 15 سبتمبر 1948         |

## وصلات خارجية
- موقع وزارة الخارجية الأذربيجانية
- موقع وزارة الخارجية الأرجنتينية